# 塔利霍鎮區 (北卡羅萊納州格蘭維爾縣)
塔利霍鎮區（英語：Tally Ho Township）是位於美國北卡羅萊納州格蘭維爾縣的一個鎮區。

## 地方資料
塔利霍鎮區的面積為193.20平方千米，皆為陸地。根據2020年美國人口普查的數據，當地共有人口5944人，而人口密度為每平方千米30.77人。